# Indiens Cuevas
Pour les articles homonymes, voir Cuevas.
Les Indiens Cuevas sont un groupe ethnique amérindien du Panamá et du nord du Chocó colombien, aujourd'hui disparu, dont les terres ont ensuite été occupées par les Kunas, ou Cunas, lors de leur expansion vers l'ouest aux XVIe et XVIIe siècles. Certains mots kunas ont été associés à tort aux Cuevas, ce qui a conduit certains auteurs à associer à tort ces cultures dans leurs écrits, voire à présenter les Cuevas comme les ancêtres des Gunas.
Les archéologues ont établi que les populations amérindiennes ont fui la région dans la première moitié du XVIe siècle, après les combats menés par Pascual de Andagoya (1495-1548) un conquistador Basque espagnol contre l'ethnie des Indiens Cuevas, précédée dans ces combats par une autre ethnie.